# Aichi E3A
Heinkel HD 56 là một loại thủy phi cơ trinh sát được phát triển ở Đức vào năm 1929, nó được Nhật trang bị đi kèm với các tàu chiến của Hải quân Đế quốc Nhật Bản, và được Nhật định danh là Thủy phi cơ Trinh sát Kiểu 90-1 hay E3A.

## Tính năng kỹ chiến thuật (E3A1)
Dữ liệu lấy từ Japanese Aircraft 1910-1941 
Đặc điểm tổng quát
- Kíp lái: 2
- Chiều dài: 8,45 m (27 ft 8¾ in)
- Sải cánh: 11,10 m (36 ft 5 in)
- Chiều cao: 3,67 m (12 ft 0 in)
- Diện tích cánh: 34,5 m2 (371 ft2)
- Trọng lượng rỗng: 1.118 kg (2.464 lb)
- Trọng lượng có tải: 1.600 kg (3.527 lb)
- Powerplant: 1 × Hitachi Tempu Type 90, 224 kW (300 hp)

Hiệu suất bay
- Vận tốc cực đại: 197 km/h (123 mph)
- Vận tốc hành trình: 125 km/h (77,6 mph)
- Tầm bay: 753 km (468 dặm)
- Thời gian bay: 6 giờ
- Trần bay: 4.710 m (15.450 ft)
- Vận tốc lên cao: 2,7 m/s (540 ft/phút)

Vũ khí trang bị
- 2 × súng máy 7,7 mm (.303 in)
- 2 × quả bom 30 kg (66 lb)